# ペッカーの迷パイロット
ウッディーの迷パイロット（英: Ace in the Hole）は、『ウッディー・ウッドペッカー』シリーズの5作目となる短編アニメーション映画である。
1942年6月22日に劇場公開された本作は、ウォルター・ランツ・プロダクションが製作し、ユニバーサル・ピクチャーズが配給した。
ウォルター・ランツ・プロダクションは、1940年代の他の多くのアニメーション会社や映画会社と同様に、象徴的なキャラクターであるウッディ・ウッドペッカーを通じて、第二次世界大戦に参加していた。

## ストーリー
アメリカ陸軍航空隊の軍事基地にいるウッディー・ウッドペッカーは、飛行機を空に飛ばすことを夢見ている。ウッディーは教科書（『How to Fly a Plane From the Ground Up』）を読み、通りかかった飛行機に乗る真似をしたりするが、軍曹にぶつかってしまう。軍曹はウッディーに馬の毛を刈るように命令するが、刈りながら飛行機の動きを真似していたウッディーは軍曹の服まで刈ってしまう。怒った軍曹はウッディーを飛行機のように投げ飛ばす。ウッディーがぶつかった宿舎の中では、見つけた軍のスーツを着てみる。顔まで入れてしまったウッディーはジッパーを開けようとして、照明弾の入った箱を倒してしまい、そのうちの1つがスーツの襟に入ってしまうというトラブルに見舞われてしまう。
スーツのジッパーを開けようとしたウッディーは、照明弾のピンを誤って引き抜き爆発してしまう。スーツが膨らんで破裂し、空に飛んでいったウッディーはパラシュートで運良くP-40（PU-2）のコックピットに着陸する。軍曹はコックピットから出るように命令するが、ウッディーは焦ってやみくもにレバーを引くと、機体はマーキングや記章などの塗装をすべて残したまま高速で離陸した。
軍曹は機体をロープで捕らえたが、暴走する飛行機に追い付けず、衝撃で制服から飛んでいった。下着になった軍曹は飛行機の下部のハッチからコックピットに登り、ハッチを開けるように命令する。ウッディーがハッチを開けると、軍曹の下着に爆弾が落ちてくる。軍曹は降りてきたウッディーを捕まえたがロープをはなしてしまい、その結果、爆弾は軍曹とともに落ちていき、下で大爆発してしまう。最終的には、大怪我をし車椅子に座ってショットガンを持った軍曹が、大量の馬の毛をウッディーに刈らせている。

## キャスト
- ウッディー・ウッドペッカー: ケント・ロジャース（英語版）
- GIサージェント: ハロルド・ピアリー（英語版）

## 製作
『ペッカーの迷パイロット』（制作番号: 1014）は、第二次世界大戦中の短編アニメーションである。黒鉛で描かれた製作図に鉛筆で書かれたタイトルを消した後を見ると、この作品の最初の原題は『America's Ace In The Hole』だったことがわかる。
本作では、ケント・ロジャースが初めてウッディーの声を担当した。ウッディーのオリジナルデザインは、『ペッカーの迷パイロット』から少しずつソフトになっていった。彼の出っ歯が消え始めたのは、余計なものだとランツが気づいたからである。また、くちばしや足の色が少し明るく鮮やかになり、大きな顎もなくなった。
本作には、1940年代の航空・航空工学の用語が数多く登場する。タイトルは、カードゲームの用語である「ace in the hole」と、戦闘機で5勝を挙げる「flying ace（エース・パイロット）」をもじったものである。本作で言われる「クリッパー」とは、パンアメリカン航空で就航したばかりの有名なボーイング314のことである。架空の機体である「PU-2」も、アメリカ陸軍航空隊の戦闘機「P-40」に酷似している。

## 評価
『ペッカーの迷パイロット』は、1957年10月3日にアメリカン・ブロードキャスティング・カンパニーでデビューした「パッケージショー」である『ウッディー・ウッドペッカー・ショー』のシーズン1の第2話で放映された。このシリーズは1958年にABC、1958年から1966年にシンジケーション、1970年から1972年9月2日にNBC、1976年9月11日から1977年9月3日にNBC、1987年から1997年にシンジケーション、1997年から1998年にカートゥーン ネットワークで放送されるまで続き、その後テレビから完全に姿を消した（カナダのテレトゥーンサービスでの再放送を除く）。

### 論争
1950年代、本作は、メディアにおける暴力や暴力的なイメージをめぐる論争の焦点となり、メディアによる暴力が子どもに与える影響についての有名な研究の題材、強力なムーブメントの先駆けとなった。
また本作は、研究者のロベルタ・シーゲルが行った科学的調査の対象となった。子どもたちの行動をテストするための刺激として、この作品を実験（「E作品」）とし、ミュージカル・アブ・アイワークスのコミカロル・カートゥーン『かしこいメンドリ』（sp）を対照（「C作品」）としている。1955年初頭にシーゲルが完成させたこの研究は、翌年、『Film-Mediated Fantasy Aggression and Strength of Aggressive Drive』というタイトルで発表された。
本作は、極端なカートゥーン・バイオレンスの例として特徴づけられた。シーゲルは「生の攻撃性と容赦のない敵意が、このE作品のほとんどすべてのシーンを支配している」と書いている。この研究では、子どもたちにおもちゃを選んでもらい、粘土のような良性のものだけでなく、2本のゴム製のナイフも使わせた。暴力的なおもちゃを選ぶことは、暴力的な映像を見ることと関連しており、暴力的な映像が子どもの行動に与える影響について、数十年に及ぶ論争が始まった。